# 艾維洛格 (喬治亞州)
艾維洛格（英語：Ivylog）是位於美國喬治亞州尤寧縣的一個非建制地區。該地的面積和人口皆未知。

## 地理
艾維洛格的座標為34°57′43″N 84°03′32″W / 34.96194°N 84.05889°W，而該地的平均海拔高度為576米（即1880英尺）。